# Ganzstoff
Als Ganzstoff bezeichnet man die fertige Papiersuspension, die im Papierherstellungsprozess die Stoffzentrale verlässt und zur Papiermaschine gepumpt wird.
Der Ganzstoff enthält die vollständige Zusammensetzung des späteren Papiers sowie einige Hilfsstoffe:
- Fasermaterial (Zellstoff / Cellulose; Holzstoff; aufbereitetes Altpapier)
- Füllstoffe (Kaolin, Calciumcarbonat …)
- Leimungsmittel (Stärke)
- Farbstoffe (auch bei weißem Papier zu Nuancierung)
- optische Aufheller
- Biozide
- Retentionsmittel
- Fixiermittel

Die Biozide verflüchtigen sich meistens in der Presspartie der Papiermaschine. Der Feststoffgehalt eines Ganzstoffes beträgt meistens etwa 1 Gewichtsprozent.